# Alexandru Buligan
Alexandru Buligan, romunski rokometaš, * 22. april 1960, Drobeta-Turnu Severin.
Leta 1984 je na poletnih olimpijskih igrah v Los Angelesu v sestavi romunske rokometne reprezentance osvojil bronastno olimpijsko medaljo.
Čez osem let je z reprezentanco osvojil 8. mesto.